# Dolní Brusnice
Dolní Brusnice – gmina w Czechach, w powiecie Trutnov, w kraju hradeckim. Według danych z dnia 1 stycznia 2014 liczyła 337 mieszkańców.